# Collégiale Saint-Denis de Liège
 (décembre 2012).
La collégiale Saint-Denis est l'une des sept anciennes collégiales de la ville de Liège, en Belgique. 

## Histoire

### Fondation

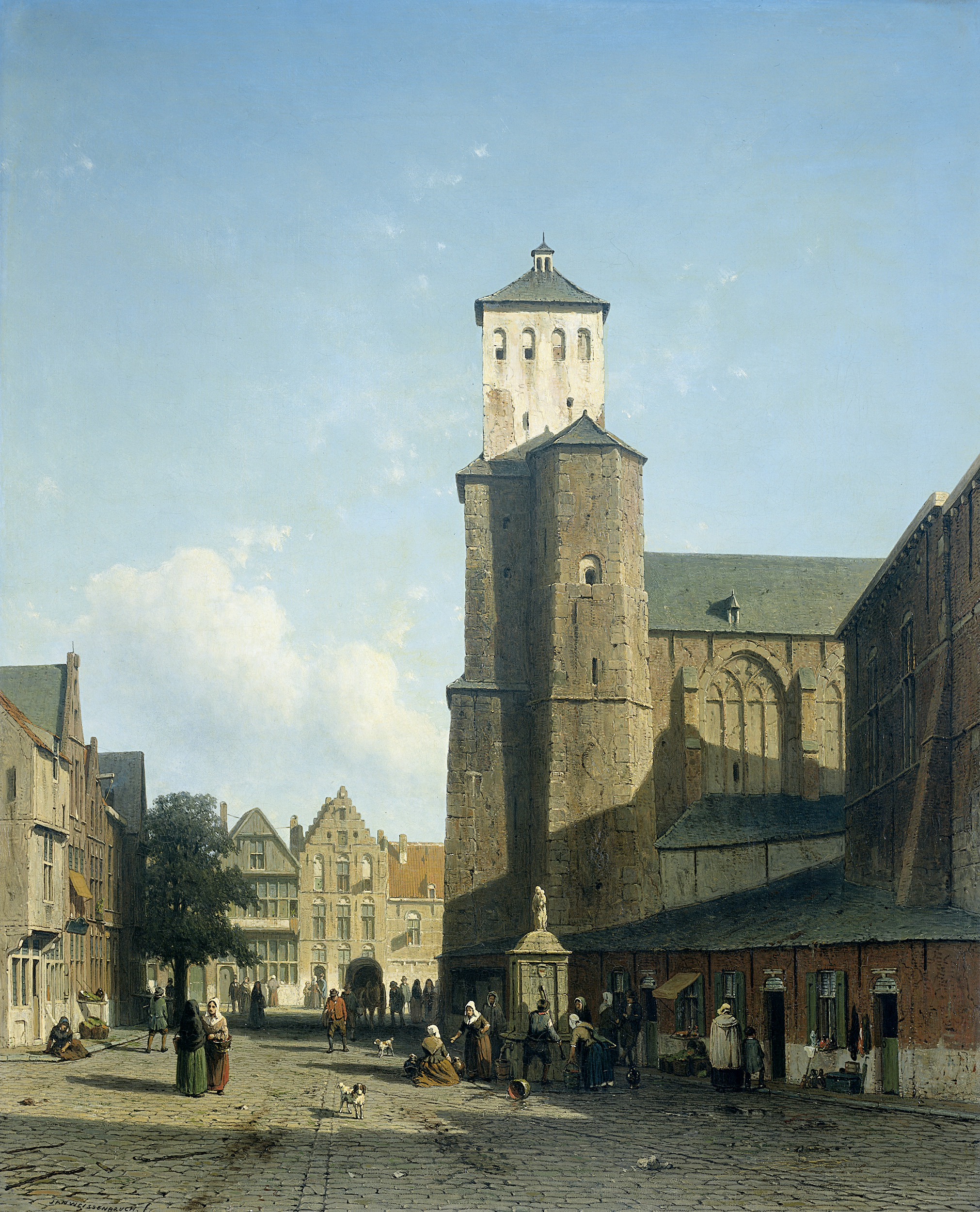
La collégiale Saint-Denis par Jan Weissenbruch.

Elle est fondée en 987, sous le règne du prince-évêque Notger, par trois frères Nithard, Jean et Godescalc, chanoines de Saint-Lambert qui y établissent vingt chanoines, dont le nombre est élevé à trente peu après,. 
Incendiée par la foudre en 1003, l'église est reconstruite par Notger et la dédicace en est faite en 1011 par Baldéric II. L'édifice primitif était intégré dans la première enceinte de la cité et la tour de guet en grès houiller (fin XIe siècle, début XIIe siècle) faisait partie, à l'époque, du système défensif de la cité.
Saint-Denis était une des sept collégiales liégeoises avec (Saint-Pierre, Sainte-Croix, Saint-Paul, Saint-Jean, Saint-Martin, Saint-Barthélemy).

Des analyses dendrochronologiques ont permis de dater les entraits de la charpente de la nef des années 1012 à 1015. Au début du XVe siècle, le chœur roman est remplacé par le chœur gothique actuel et des chapelles sont accolées aux bas-côtés. À la fin du XVIIe siècle, l'intérieur est adapté à la mode baroque de l'époque comme on peut encore le voir aujourd'hui. L'édifice a été restauré en 1987.

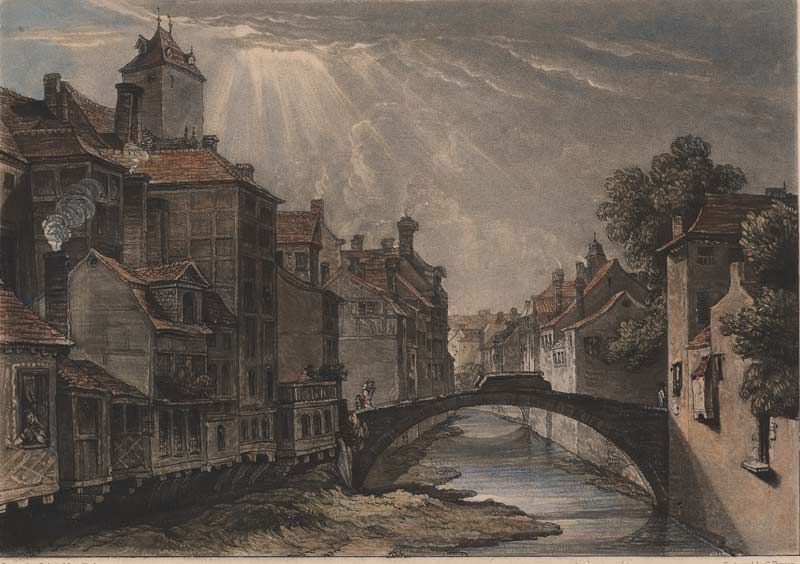
La gravure de Turner représente le Pont du Torrent, qui enjambait un bras de la Meuse près de l'église Saint-Denis. Le pont du Torrent fut détruit en 1826, après le comblement du bief Saint-Denis. U-Liège, Fond Wittert

On remarquera particulièrement la chaire de vérité (XVIIIe siècle), le buffet d'orgues (1589) et le retable brabançon (peu après 1522), consacré à la Passion et à la vie de saint Denis. En 1701, elle est voûtée en brique comme la collégiale Saint-Barthélemy.
Après la Révolution et la suppression du chapitre en 1797, Saint-Denis perd une partie de son trésor. Elle rouvre ses portes en tant que paroissiale après le Concordat de 1801. Elle englobe alors le territoire de 5 paroisses supprimées (Sainte-Aldegonde, Saint-Étienne, Saint-Gangulphe, Sainte-Catherine et Sainte-Madeleine).
Les vitraux peints du chœur datent de 1852. Le XIXe siècle a épargné une grande partie du mobilier ancien de l'église qui vient de faire l'objet d'une complète restauration[Quand ?].

## Index des artistes
Liste chronologique des artistes ayant travaillé à l'église Saint-Denis, ou dont une œuvre se trouve dans l'église.
- Arnold de Hontoire (1630-1709), sculpteur.
  - Statue de la Vierge à l'Enfant (1688-1692), sur la gauche du maître-autel
- Jean-Guillaume Carlier (1638-1675), peintre
- Robert Verbure (c.1654-1720), sculpteur
  - Statue de Saint Denis, sur la droite du maître-autel
- Louis Counet (1652-1721), peintre
  - Peinture L'Assomption de la Vièrge
- Cornélis Vander Veken (1666-1740), sculpteur
  - Crucifix (1690) et sculptures Saint-Roch et l'Ange gardien
- Guillaume Robustelly (v.1718/25-1793), facteur d'orgue
- Jean-Baptiste Capronnier (1814-1891), peintre verrier.
- Édouard van Marcke (1815-1884), peintre.
- Jules Helbig (1821-1906), peintre.
- Alfred Martin (1888-1950), peintre.
  - Triptyque de La Vierge du Pont des Arches (1926)

## Galerie

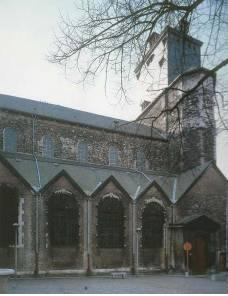
Façade de l'église.
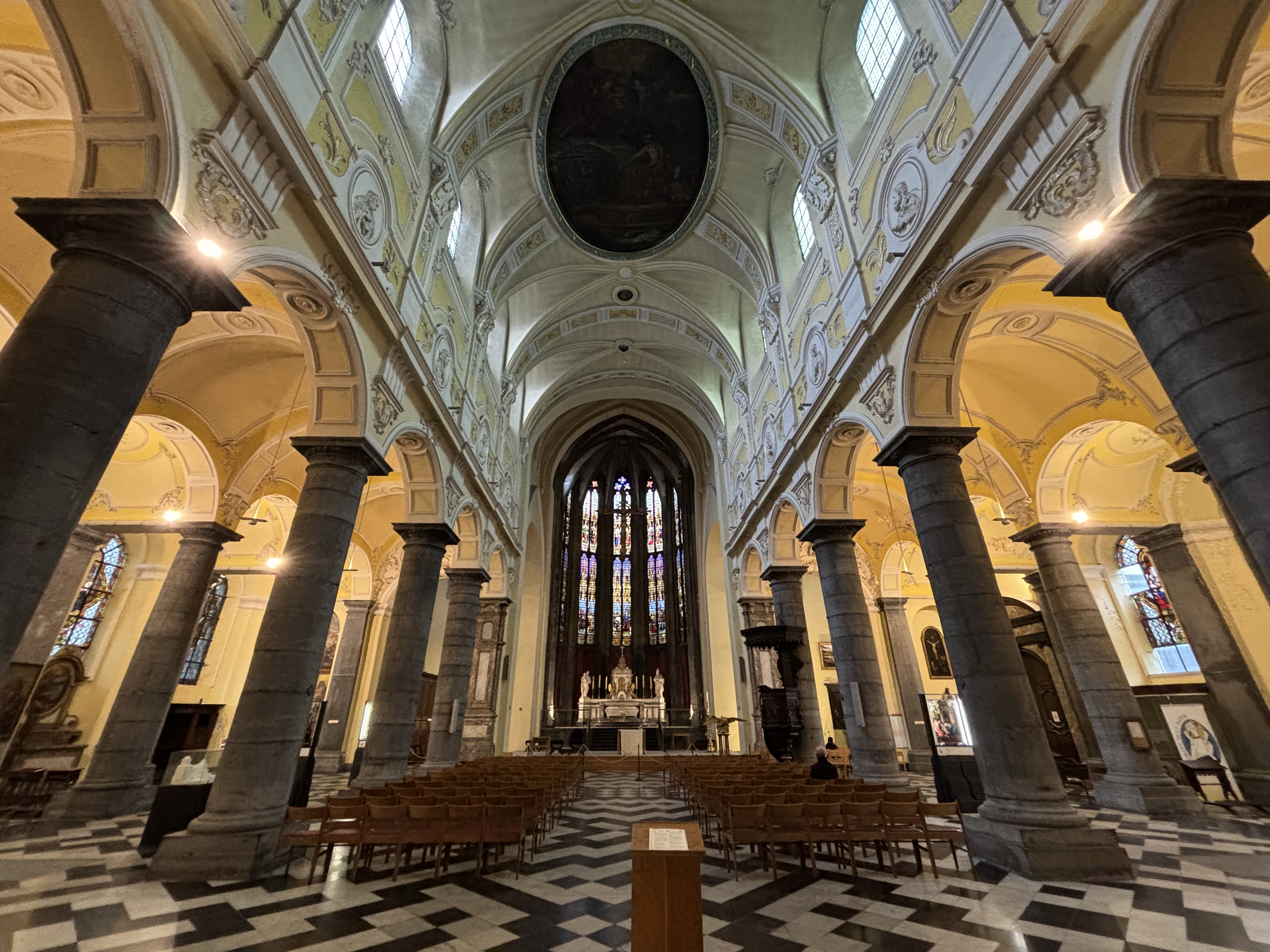
Intérieur de l'église.
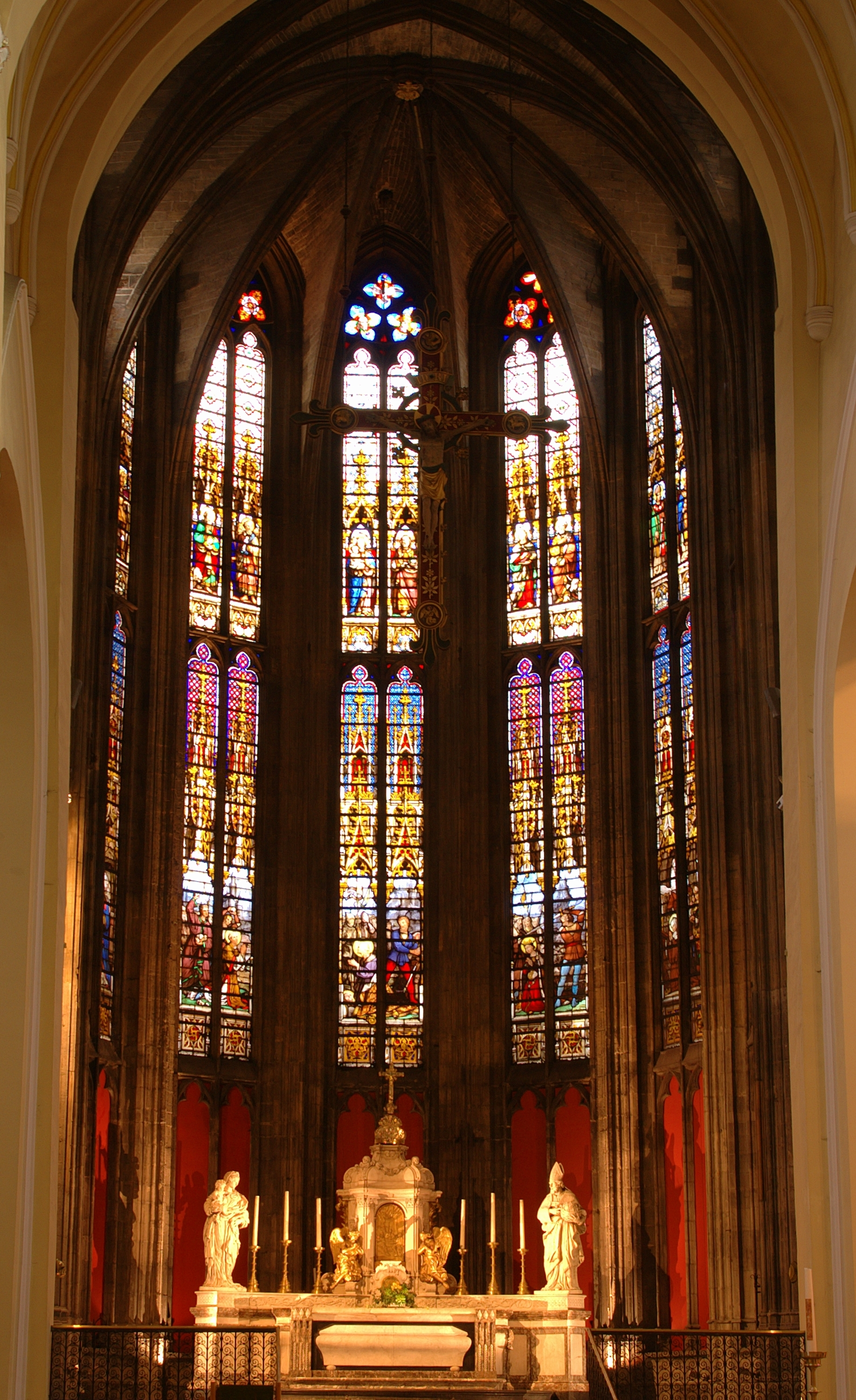
Chœur de l'église.
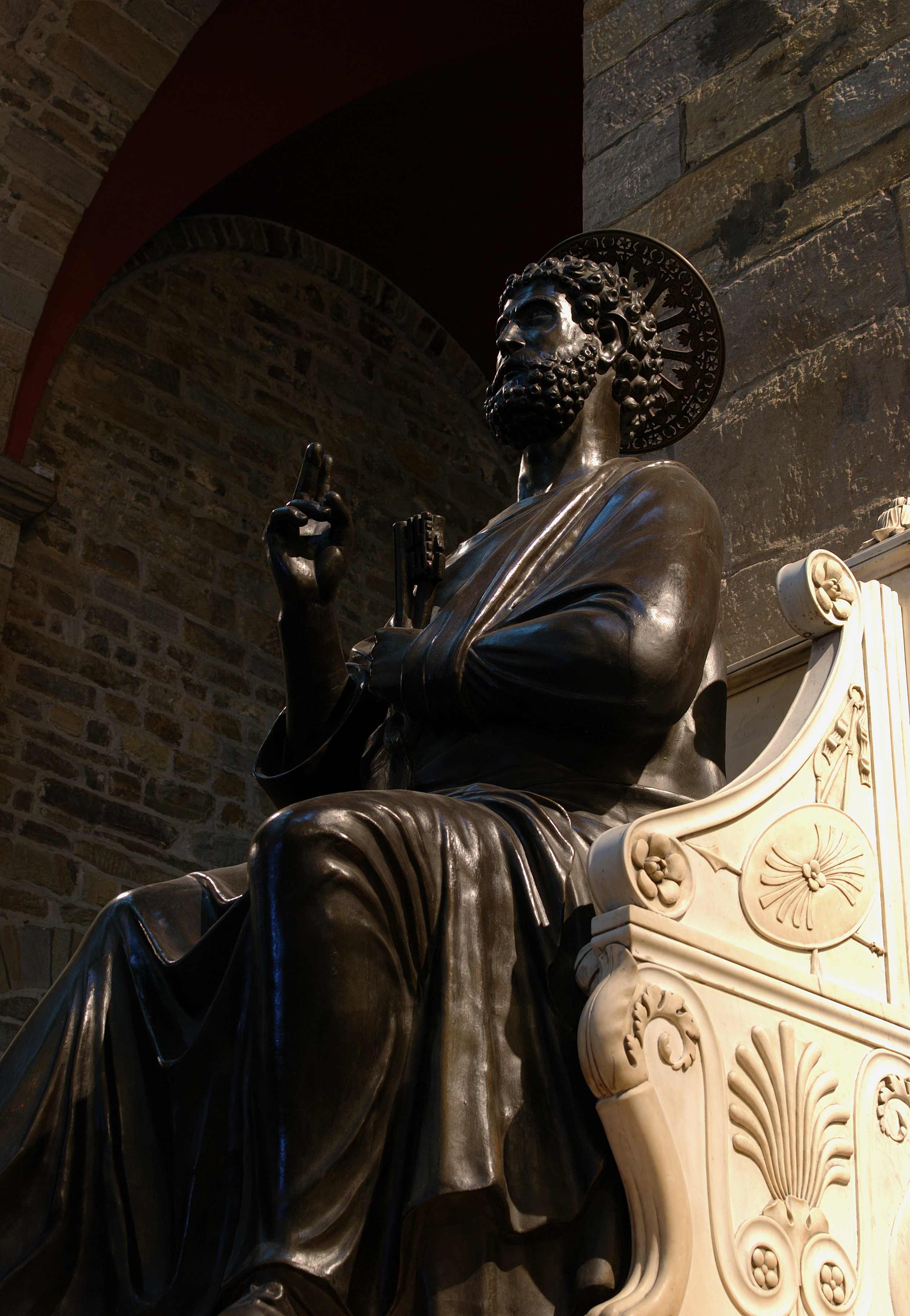
Statue
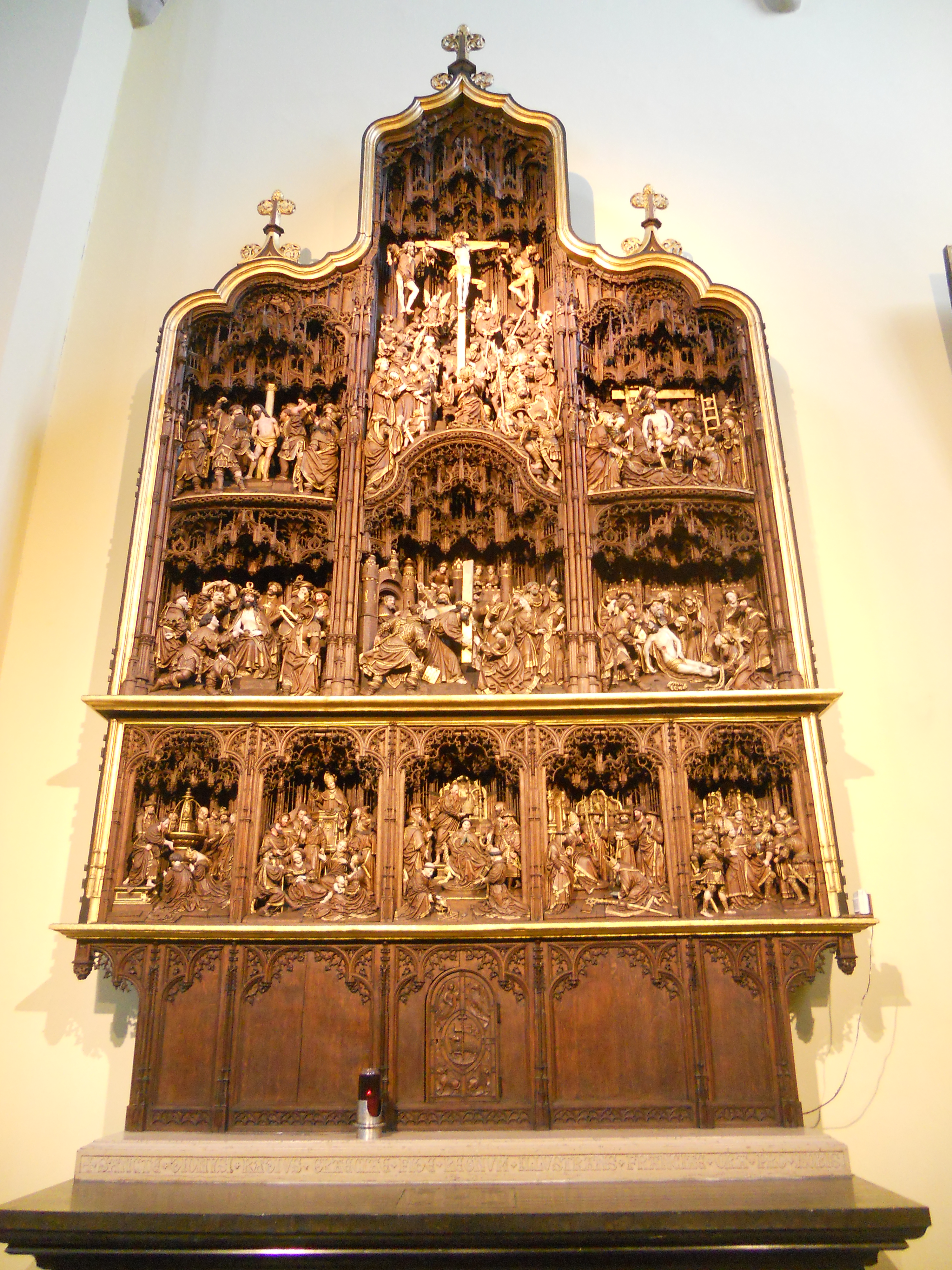
Retable de la Passion du Christ et de la vie de saint Denis, 1530-1533.
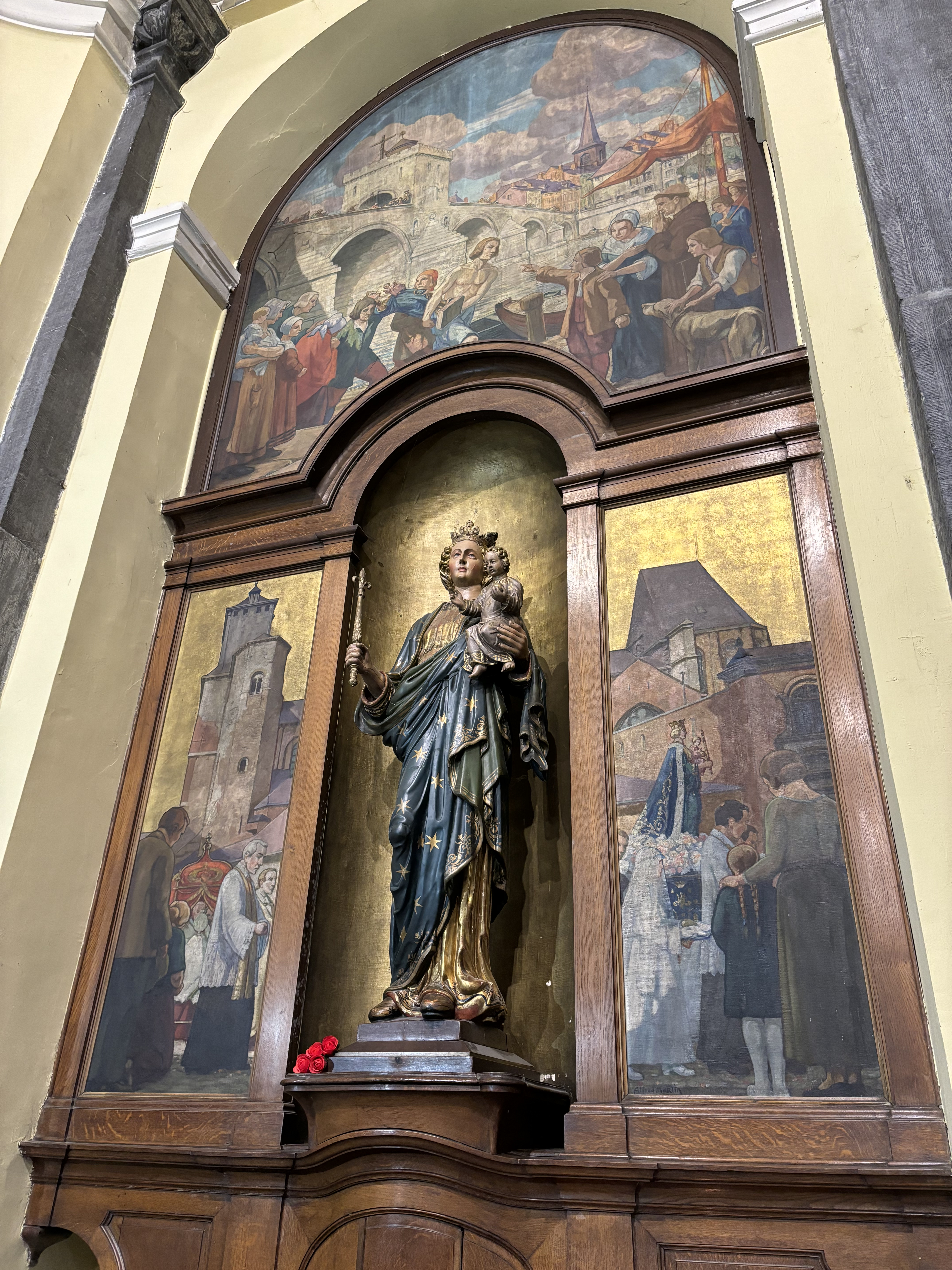
La Vierge du pont des Arches devant le triptyque du même nom peint par Alfred Martin, 1926.